# أغسطس غوتز
أغسطس غوتز (بالإنجليزية: Augustus Goetz) هو مجدف أمريكي، ولد في 21 أغسطس 1904 في فيلادلفيا في الولايات المتحدة، وتوفي في ديسمبر 1976.

## وصلات خارجية
- أغسطس غوتز على موقع الاتحاد الدولي للتجديف (الإنجليزية)
- أغسطس غوتز على موقع أوليمبيديا (الإنجليزية)